# Séraphin Lampion
Vous lisez un « bon article » labellisé en 2021.
Séraphin Lampion est un personnage de fiction des Aventures de Tintin, créé par Hergé. Il apparaît pour la première fois dans L'Affaire Tournesol, le dix-huitième album de la série, en 1956, et devient alors un des personnages récurrents des dernières aventures.
Assureur de métier, père d'une famille nombreuse, c'est avant tout un bavard intarissable et un individu sans gêne qui entre à Moulinsart sans y être invité. Ses intrusions répétées suscitent l'exaspération des autres personnages, en particulier le capitaine Haddock. À ce titre, il incarne l'archétype de l'éternel casse-pieds, du gêneur insupportable qui n'entend rien des remarques que lui adressent ses interlocuteurs. Séraphin Lampion, qui ne semble connaître que la plaisanterie comme mode d'expression, fait aussi preuve d'une familiarité excessive avec ses interlocuteurs.
Il apparaît comme « l'antithèse de Tintin », un antihéros ancré dans le quotidien, « insignifiant » aux dires mêmes de son créateur. Quand les héros de la série portent à eux seuls la responsabilité de sauver le monde, Lampion apparaît comme le représentant de la classe moyenne et de la société de masse. Pour autant, certains spécialistes de l'œuvre d'Hergé, comme Albert Algoud, tendent à le réhabiliter, et préfèrent voir en lui un personnage « lumineux », comme le dit son nom renforcé par la référence biblique de son prénom.
Séraphin Lampion est interprété par Georges Berthomieu dans la série télévisée d'animation Les Aventures de Tintin, réalisée en 1991, puis par Nicolas Lormeau dans une adaptation radiophonique des Bijoux de la Castafiore en 2020.

## Le personnage dans la série

### Une entrée «fracassante»

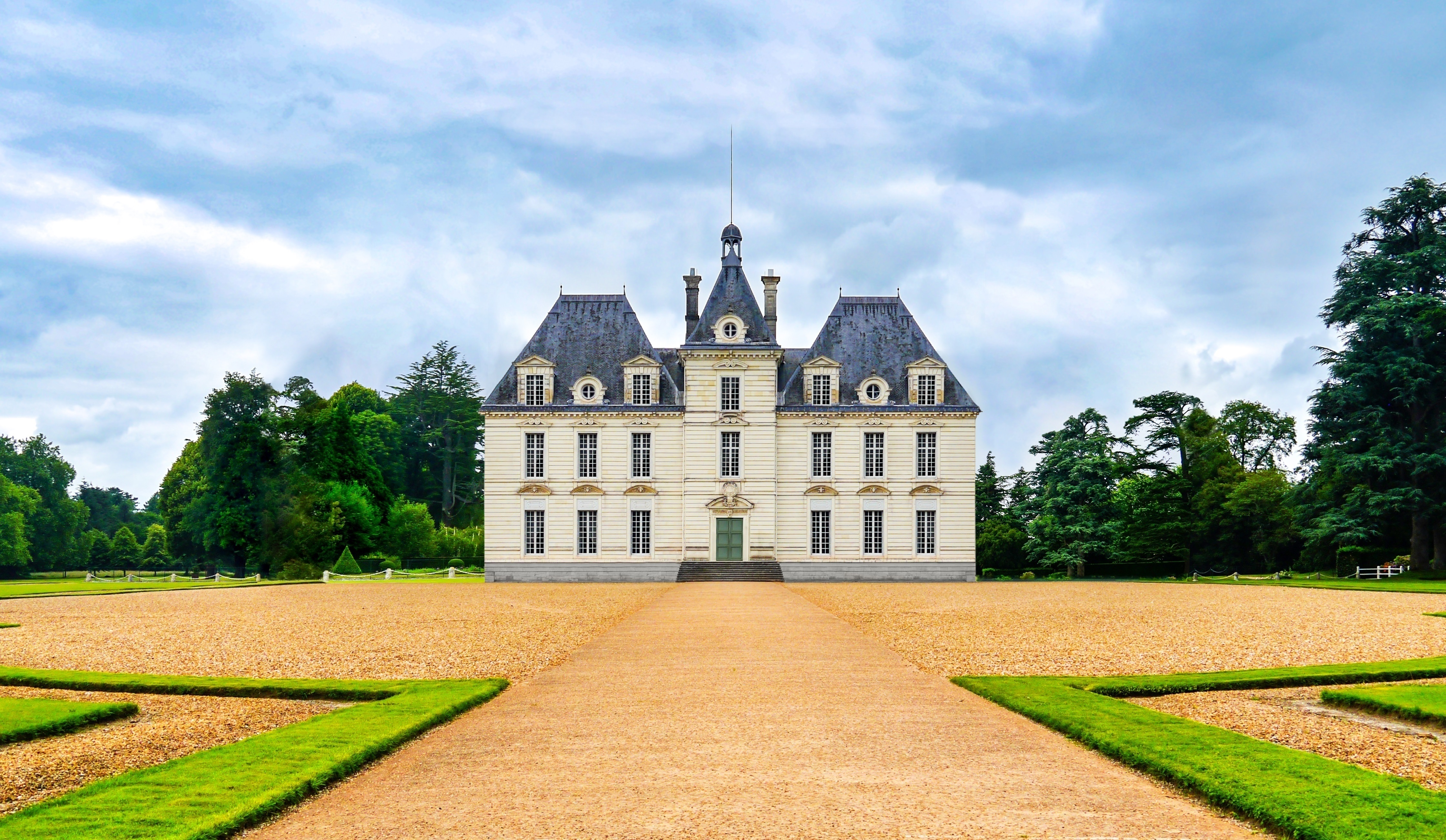
Le château de Moulinsart, théâtre de la première apparition de Séraphin Lampion dans la série.

Séraphin Lampion apparaît pour la première fois dans la cinquième planche de L'Affaire Tournesol, le dix-huitième album de la série. Son entrée est fracassante. Au château de Moulinsart, les plombs ont sauté pendant l'orage, plongeant la bâtisse dans l'obscurité. Lampion, dont les vitres de la voiture se sont brisées pendant qu'il passait devant les grilles du château, décide de s'y réfugier. Après que Nestor lui ouvre la porte, il s'avance tête baissée dans le noir jusqu'à percuter le capitaine Haddock. Son caractère sans-gêne et bavard se manifeste aussitôt. Il se présente comme un assureur de la compagnie Mondass et débute le récit de ses aventures, riche en digressions, tout en s'installant confortablement dans les fauteuils du salon et se faisant offrir un verre de whisky par le capitaine qui ne sait comment s'en débarrasser. Ce n'est que lorsque son verre éclate dans ses mains que l'assureur, pris de panique, décide de quitter la scène.
Dès lors, Séraphin Lampion intervient tout au long de l'album. Quelques planches plus loin, Tintin le retrouve caché dans un buisson du parc sous lequel il s'est réfugié après avoir entendu des coups de feu. Il revient au château quelques jours plus tard, souhaitant faire signer un contrat d'assurances au capitaine, au moment où Tintin et ce dernier se décident à rejoindre Genève, convaincus que le professeur Tournesol y court de graves dangers. Plus tard, pendant que les deux aventuriers poursuivent en hélicoptère les ravisseurs de Tournesol, Haddock cherche à contacter la police par radio mais tombe finalement sur Séraphin Lampion, qui pratique la radio amateur. Ce dernier, fidèle à son caractère farceur, ne veut pas croire un seul mot de ce que lui raconte le capitaine, persuadé qu'il lui fait une blague. Enfin, l'assureur casse-pieds installe l'ensemble de sa famille — dont trois paires de jumeaux sur sept enfants — au château de Moulinsart peu avant le retour des héros, et ce n'est qu'à l'issue d'un quiproquo avec le professeur Tournesol qu'il décide de le quitter, craignant que le capitaine soit atteint de la scarlatine.

### Le dernier personnage récurrent de la série
Bien que son arrivée soit tardive dans les Aventures de Tintin, Séraphin Lampion devient immédiatement un personnage récurrent des derniers albums. Il réapparaît dès l'aventure suivante, Coke en stock, où il joue un rôle mineur, n'intervenant qu'à la dernière planche : président du « Volant Club » de son village, il organise un rallye automobile dont la dernière épreuve se tient au château de Moulinsart, sans en informer au préalable le capitaine.
Absent de Tintin au Tibet, son intervention est plus marquée dans le vingtième album, Les Bijoux de la Castafiore, où il s'immisce une première fois dans l'histoire à la planche 17. Venu rendre visite au capitaine Haddock, il fait la connaissance de Bianca Castafiore et lui propose immédiatement d'assurer ses bijoux de grande valeur. La célèbre cantatrice l'éconduit poliment, indiquant réfléchir à sa proposition et le renommant au passage « monsieur Lanterne », fidèle à sa réputation d'écorcher les patronymes. Quelques pages plus tard, il téléphone au capitaine pour le féliciter de son futur mariage avec la Castafiore, tout en l'assurant que le contrat de la cantatrice sera bientôt ficelé. De retour à Moulinsart quelques jours plus tard pour apporter ladite police d'assurances, il est renvoyé prestement par la cantatrice en personne qui lui claque la porte au nez, le renommant cette fois « monsieur Lampiste ».
Séraphin Lampion et sa famille sont présents dans les trois dernières planches de Vol 714 pour Sydney. On les voit à leur domicile, installés dans le salon en train de regarder l'interview télévisée de Tintin, du capitaine Haddock, de Szut et du professeur Tournesol à la suite de leur hospitalisation à Jakarta. Fidèle à sa réputation, les remarques de Lampion se cantonnent au domaine de la plaisanterie et l'assureur ne croit pas en l'origine extra-terrestre de l'objet en forme d'épingle présentée à la caméra par Tournesol.
Enfin, il joue dans Tintin et les Picaros, le dernier album achevé de la série, un rôle aussi important qu'indirect dans l'action menée par Tintin et le général Alcazar pour renverser le dictateur du San Theodoros, le général Tapioca. C'est en effet grâce aux déguisements de son groupe folklorique, les Joyeux Turlurons, dont il est le créateur, que Tintin et ses amis parviennent à pénétrer dans le palais de Tapioca. Auparavant, les Joyeux Turlurons, venus au San Theodoros pour participer au carnaval, s'égarent en pleine jungle à bord de leur bus, et finissent par rejoindre par hasard le camp retranché du général Alcazar. C'est alors que Tintin a l'idée, sans en avertir les membres du groupe, d'emprunter leurs costumes pour se fondre dans la foule des carnavaliers et ainsi berner les soldats de Tapioca. À son réveil, au lendemain d'une soirée particulièrement arrosée, Séraphin Lampion ne peut que constater les faits. Généreux, le général Alcazar tient à le remercier personnellement une fois la révolution achevée : Lampion et ses Joyeux Turlurons sont décorés de l'ordre de San Fernando, et invités au carnaval de l'année suivante.
Les dessins préparatoires de Tintin et l'Alph-Art, l'album inachevé, montre que Hergé lui avait réservé un dernier rôle de figurant dans cette aventure, lors d'une scène où, fidèle à sa bonhomie et à sa vulgarité naturelle, il interroge le capitaine Haddock sur l'intérêt de l'œuvre d'art qu'il vient d'acquérir.

## Description

### Origine du personnage
Selon l'écrivain Pierre Assouline, le personnage de Séraphin Lampion est emprunté à celui de Pierre Delfeld, créé par le dessinateur Paul Jamin pour le journal satirique Pan. Pour autant, Hergé confie dans un entretien à l'écrivain Numa Sadoul que l'idée de ce personnage tient de l'une de ses propres rencontres : « C'est dans le passé que j'ai puisé le modèle de Lampion. Pendant la guerre, alors que j'habitais Boitsfort, je reçois la visite d'un brave homme qui venait me vendre je ne sais plus quoi, qui s'assied et qui me dit, en me désignant mon fauteuil : Mais asseyez-vous donc ! ».

### Physique, caractère et personnalité

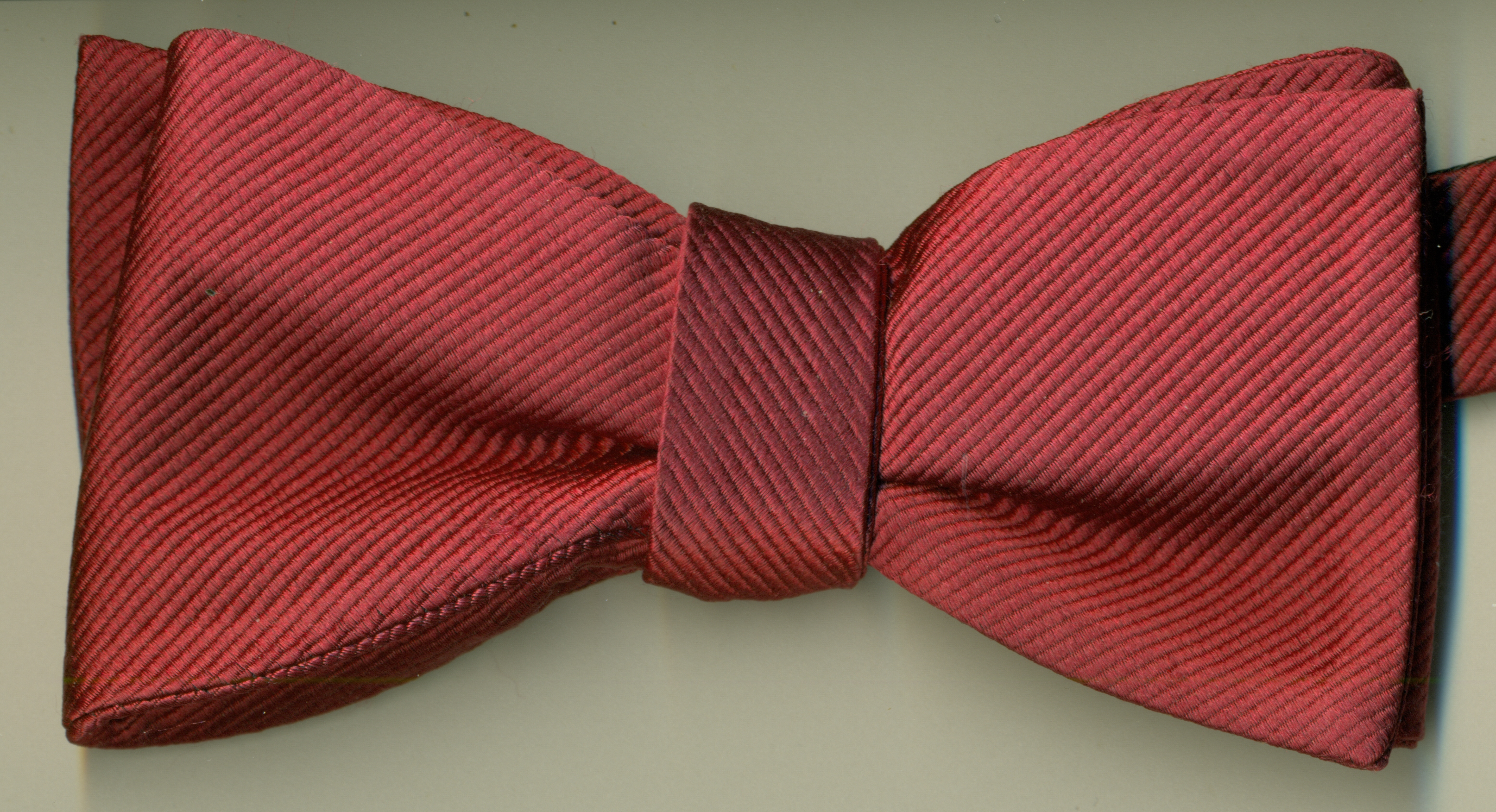
Un nœud papillon semblable à celui porté par Séraphin Lampion.

Dès sa première intervention dans L'Affaire Tournesol, Séraphin Lampion apparaît comme un personnage haut en couleur. Lors de son arrivée à Moulinsart, il porte un costume violet rehaussé d'un nœud papillon rouge et d'une fine moustache. Dans Tintin et les Picaros, sa tenue de vacancier affiche les mêmes tons criards. Par ailleurs, Lampion porte en même temps des bretelles et une ceinture, ce qu'Hergé considère comme une des caractéristiques de ceux qu'il désigne péjorativement comme Belgicains.
Séraphin Lampion affiche une personnalité sans gêne, volubile, qui ne tient pas compte de l'indisposition de ses hôtes. Il fait preuve d'une familiarité excessive avec ses interlocuteurs et témoigne d'une autosatisfaction prononcée. Constamment hilare, ses traits d'humour désespèrent les autres personnages, et en premier lieu le capitaine Haddock. La plupart de ses monologues sont ponctués de blagues considérées comme « stupides », la plupart lui venant directement de son oncle Anatole,.
Il témoigne également d'une certaine froussardise : dans L'Affaire Tournesol, il se réfugie au château parce qu'il est terrifié par l'orage, le quitte une première fois par la crainte que lui inspire l'éclat de son verre entre les mains, et le quitte définitivement en fin d'album après s'y être installé avec sa famille lorsqu'il croit apprendre de Tournesol que le capitaine Haddock est atteint de la scarlatine,.

## Analyse

### L'archétype du gêneur

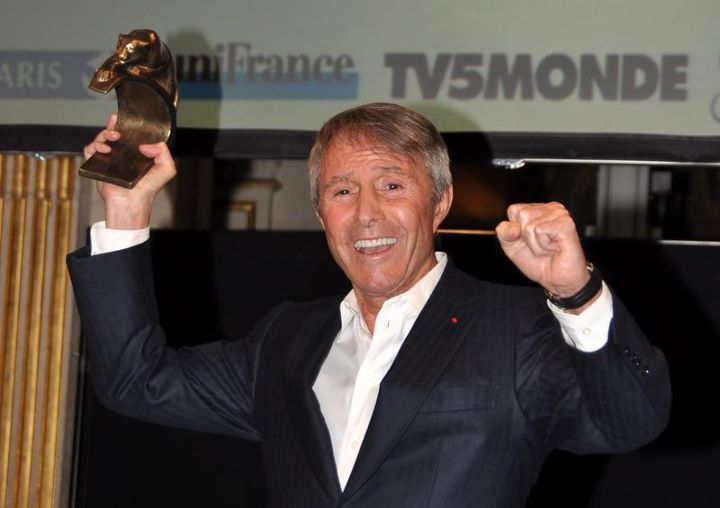
Francis Veber popularise la figure de l'emmerdeur au cinéma avec son personnage de François Pignon.

Dès sa première apparition, Séraphin Lampion endosse le rôle du « fâcheux par excellence ». Au lieu de s'éclipser après son entrée fracassante dans L'Affaire Tournesol, il prend ses aises et devient un personnage récurrent de l'album. Personnage infiniment volubile, il agrémente son récit de nombreuses digressions et de traits d'humour pesants, tout en restant indifférent à l'impatience de ses interlocuteurs.
Lampion, que l'écrivain Jan Baetens décrit comme un « personnage carnavalesque », est ainsi l'archétype de l'éternel casse-pieds, « un importun à l'humour pesant dont on ne sait comment se débarrasser ». À ce titre, il s'inscrit dans la longue tradition littéraire du personnage ennuyeux et bruyant, gêneur et collant, « éternel emmerdeur » comme l'incarne notamment le personnage de François Pignon au cinéma, créé par Francis Veber au début des années 1970,. Il fait partie de ces gens que tout le monde connaît parce qu’ils "se croient drôles et rient de leurs propres plaisanteries".
Myriam Roman et Anne Tomiche voient en Séraphin Lampion une figure du « parasite », qui perturbe et interrompt l'action. À deux reprises dans L'Affaire Tournesol, son irruption aboutit au dialogue de sourds. La victime en est à chaque fois le capitaine Haddock, membre malgré lui de ce « couple comique ». La première fois, quand Tintin et le capitaine poursuivent en hélicoptère les ravisseurs de Tournesol, Lampion s'évertue à croire en une plaisanterie et refuse de prévenir la police. La deuxième fois, quand le capitaine cherche à joindre Nestor depuis Szohôd, la capitale bordure, Lampion qui s'est invité à Moulinsart s'empare du combiné, provoquant une nouvelle fois la colère de son interlocuteur. L'incapacité de Lampion à tenir compte des propos des autres membres de la conversation le rend finalement inapte aux situations de communication. Thierry Libaert et Jean-Marie Pierlot, experts en communication organisationnelle, lui dédicacent leur ouvrage Communication des associations, paru en 2014, comme un hommage au « mal-aimé de la bande dessinée ».

### Un antihéros
Confronté aux autres personnages, Séraphin Lampion apparaît comme un antihéros, une « antithèse de Tintin ». Salarié d'une grande entreprise, la compagnie d'assurances Mondass, engagé sur le plan associatif en tant que président d'un club automobile ou d'une société folklorique, c'est un personnage résolument contemporain, ancré dans la société de masse. Son travail, comme ses loisirs, semblent bien éloignés du quotidien tumultueux des héros de la série. Selon le chercheur Frédéric Garcias, Séraphin Lampion se distingue donc car « il est un personnage banal, inscrit dans son époque et dans une sociologie réaliste » et incarne une certaine image de la classe moyenne triomphante des Trente Glorieuses, mais une image critique, railleuse, qui rappelle selon lui l'homme-masse que décrit le philosophe espagnol José Ortega y Gasset dans La Révolte des masses. Pierre Assouline va même au-delà en décrivant Lampion comme « le bourgeois tel qu'Hergé l'abomine depuis sa jeunesse, plus encore que le belgicain », une appellation péjorative en cours au début du XXe siècle et que François Massion définit comme le « Belge dans l'âme », ce qui serait en quelque sorte « un cousin germain du franchouillard » selon le mot d'Assouline. Hergé lui-même semble affirmer le caractère insignifiant de son personnage en expliquant : « Lampion existe à des milliers d'exemplaires. C'est le type même du Bruxellois. ».
Spécialiste de son œuvre, Benoît Peeters voit également dans la création de ce personnage un moyen pour l'auteur de « mettre en scène sa hantise des liens biologiques ». En effet, alors que les principaux personnages de la série sont célibataires et sans enfants, Séraphin Lampion est quant à lui entouré d'une famille nombreuse, comprenant sa femme, sa belle-mère et ses sept enfants, une famille « horrible » et « effroyable » selon les dires mêmes d'Hergé,.
Pour le cinéaste Patrice Leconte, il "pourrait être très agréable et même décoratif" s’il faisait un petit effort pour "ressembler à son patronyme" , Séraphin étant synonyme d'ange et le Lampion éclairé de l’intérieur".

### Symbole d'un capitalisme banalisé
Hergé, dont la formation politique, intellectuelle et morale doit beaucoup à des personnalités de l'anticapitalisme et de l'antimodernisme de droite, comme l'abbé Norbert Wallez, l'un de ses premiers employeurs, témoigne au travers de ses différents albums d'un certain rejet du capitalisme moderne. Celui-ci relève principalement, selon Christophe Lastécouères, d'une anti-chrématistique, à savoir un rejet moral de l'appât du gain. Ainsi, les figures capitalistes qui apparaissent dans les premiers tomes de la série, comme le multitrafiquant Rastapopoulos ou le banquier Bohlwinkel s'apparentent systématiquement à des ploutocrates mafieux dont la soif d'argent est sans limite.
De ce point de vue, la création du personnage de Séraphin Lampion, qui ne cesse de rappeler son identité professionnelle et son appartenance à une compagnie d'assurances multinationale, n'est pas anodine. Mais alors qu'au fil de la série, ces figures capitalistes sont peu à peu tournées en ridicule, Séraphin Lampion n’apparaît pas comme une figure machiavélique, il incarne au contraire un capitalisme « banalisé, démocratisé, passé du côté des gens ordinaires, de la masse », d'autant plus qu'il n'est d'ailleurs qu'un simple salarié. Ainsi Lampion échappe-t-il (comme plus tard le richissime Laszlo Carreidas) au manichéisme, moins malveillant que « parasite ». Ses intrusions répétées n'abandonnent pas pour autant leur caractère inoffensif. Ainsi, la présence de l'assureur, « figure idéal-typique du petit-bourgeois moderniste », renforce par opposition les valeurs héroïques de courage et de désintéressement portées par Tintin et les autres personnages, inscrivant ces derniers à l'encontre des tendances du monde moderne.

### Un personnage réhabilité?

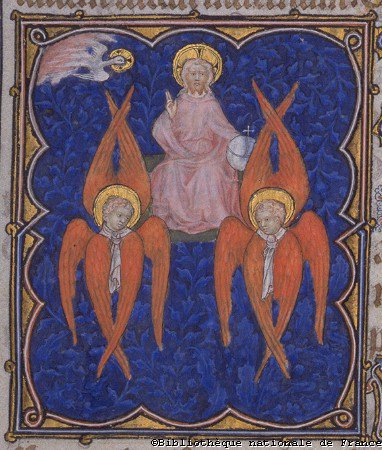
Des Séraphins entourant Dieu dans un manuscrit médiéval.

Dans son Dictionnaire amoureux de Tintin, Albert Algoud regrette que Séraphin Lampion soit « le seul personnage des aventures de Tintin à subir systématiquement les sarcasmes des exégètes parmi les plus fins et les plus éminents ». L'auteur s'appuie notamment sur l'étymologie pour en faire non pas un personnage « fâcheux » mais « lumineux ». En effet, les deux éléments constitutifs de son nom peuvent être rapprochés de la lumière : son prénom, Séraphin, vient du mot hébreu seraphim, un nom pluriel dérivé du verbe saraph qui signifie « flamboyant », tandis que son patronyme, Lampion, désigne les lanternes vénitiennes destinées aux illuminations. De même, le prénom de son oncle Anatole provient d'Anatolé, l'une des Heures dont le nom signifie « levant » en grec ancien. À l'inverse, pour Samuel Bidaud, docteur en sciences du langage, ce nom est ironique car le caractère grossier et envahissant du personnage contraste fortement avec les origines bibliques de son prénom et le lampion peut tout aussi bien être considéré comme une lumière grossière.
Aussi, Albert Algoud fait de Séraphin Lampion celui qui rétablit la lumière : pour sa première apparition dans L'Affaire Tournesol, il pénètre dans le château plongé dans l'obscurité par une panne de courant, et la lumière est rétablie dans la vignette qui suit celle où il télescope le capitaine Haddock dans le noir. Le journaliste Jacques Drillon, qui s'intéresse à la place des sciences occultes dans les Aventures de Tintin, dresse le même constat. Il relève notamment que dans la dernière vignette de Coke en stock, qui montre le rallye automobile organisé par Lampion dans le parc du château à l'insu du capitaine, le mot « FIN » est écrit sur la voiture portant le no 7, un chiffre traditionnel du culte solaire et qui se retrouve dans le nombre d'enfants du couple Lampion.
Pour toutes ces raisons, Albert Algoud appelle à réhabiliter ce « modeste aventurier de la vie quotidienne, dont il importe aujourd'hui, au lieu de s'en moquer, de saluer le courage et l'abnégation ».

## Interprétations
Dans la série télévisée d'animation Les Aventures de Tintin, réalisée en 1991, le personnage de Séraphin Lampion est doublé par Georges Berthomieu. Il apparaît dans quatre épisodes : les nos 28 et 29, dédiés à l'adaptation de L'Affaire Tournesol, et les nos 38 et 39, consacrés à Tintin et les Picaros. En 2020, une adaptation radiophonique des Bijoux de la Castafiore, interprétée par la troupe de la Comédie-Française, est diffusée sur France Culture sous la forme d'un feuilleton en cinq épisodes. L'acteur Nicolas Lormeau prête sa voix à Séraphin Lampion pour cette adaptation.

#### Album en couleurs
- Hergé, L'Affaire Tournesol, Tournai, Casterman, 1956, 62 p. (ISBN 978-2-203-00117-6, lire en ligne).
- Hergé, Coke en stock, Tournai, Casterman, 1958, 62 p. (ISBN 978-2-203-00118-3, lire en ligne).
- Hergé, Les Bijoux de la Castafiore, Tournai, Casterman, 1963, 62 p. (ISBN 978-2-203-00120-6).
- Hergé, Vol 714 pour Sydney, Tournai, Casterman, 1968, 62 p. (ISBN 978-2-203-00121-3).
- Hergé, Tintin et les Picaros, Tournai, Casterman, 1976, 62 p. (ISBN 978-2-203-00123-7, lire en ligne).

#### Ouvrages sur Hergé et son œuvre
- Collectif, Le rire de Tintin : Les secrets du génie comique d'Hergé, L'Express, Beaux Arts Magazine, 2014, 136 p. (ISSN 0014-5270). .
- Pierre Assouline, Hergé, Paris, Gallimard, coll. « Folio », 1996, 820 p. (ISBN 978-2-07-040235-9). .
- Benoît Peeters, Hergé, fils de Tintin, Paris, Flammarion, coll. « Champs essais », novembre 2006, 627 p. (ISBN 978-2-08-123474-1, lire en ligne). .
- Patrice Leconte, Tintin de A à Z, Paris, 2023, 131 p. (ISBN 978-2-20325-729-0).